# Île Blumine
L'île Blumine, ou Oruawairua en langue maorie, est une île située dans les Marlborough Sounds dans l' île du Sud de la Nouvelle-Zélande. Le ministère néo-zélandais de la Culture et du Patrimoine traduit le nom maorie, Ōruawairua  par « le lieu de rencontre des esprits ».

## Description
L'île a une superficie de quatre kilomètres carrés et est principalement une île montagneuse. L'île est située à environ 22 kilomètres au nord de Picton.

## Histoire
Une visite du capitaine James Cook sur l'île a introduit plusieurs espèces animales envahissantes, qui ont depuis été éradiquées grâce à une opération qui larguait du poison depuis un hélicoptère. Cette opération a été menée par le ministère de la Conservation. En mai 2008, l'île a été déclarée exempte d'espèces nuisibles et des actions ayant pour but la réintroduction d'espèces indigènes sur l'île ont commencé. 
Durant la Seconde Guerre mondiale, deux emplacements visant à installer des canons ont été construits sur l'île par des soldats et des ouvriers du Département des travaux publics afin de protéger un mouillage de la marine américaine dans les Marlborough Sounds d'une potentielle invasion japonaise. Les sites ont été abandonnés en 1945 vers la fin de la guerre. En 2012, des pistes de randonnées ont été aménagées, reliant le camping principal de l'île aux emplacements des canons .

## Kiwi
Le 29 juin 2010, trois couple de Kiwi d'Okarito, ont été relâchés sur l'île.

## Voir également